# Ráztoky (Liptovský Mikuláš)
Ráztoky jsou zaniklá obec, která byla zatopena po výstavbě vodního díla Liptovská Mara. Do současnosti se z ní dochoval pouze starý a nový hřbitov. Na konci 90. let 20. století byly na jejím území nalezeny zásoby termálních vod. Ty se v současnosti využívají k rekreačním účelům ve středisku cestovního ruchu Aquapark Tatralandia. Katastrální území této bývalé obce je dnes součástí města Liptovský Mikuláš.